# Solanum × ajanhuiri
Solanum × ajanhuiri es una especie híbrida con tubérculos amargos producida del cruce de la papa silvestre Solanum megistacrolobum con la especie cultivada Solanum stenotomum. Es una especie diploide que requiere ser preparada como chuño para el consumo humano.

## Taxonomía
Solanum ajanhuiri fue descrita por Juz. & Bukasov y publicado en Trudy po Prikladnoi Botanike, Genetike i Selektsii 47: 35, 474. 1930.
Etimología
Solanum: nombre genérico que deriva del vocablo Latíno equivalente al Griego στρνχνος (strychnos) para designar el Solanum nigrum (la "Hierba mora") —y probablemente otras especies del género, incluida la berenjena— , ya empleado por Plinio el Viejo en su Historia naturalis (21, 177 y 27, 132) y, antes, por Aulus Cornelius Celsus en De Re Medica (II, 33). Podría ser relacionado con el Latín sol. -is, "el sol", debido a que la planta sería propia de sitios algo soleados.
ajanhuiri: epíteto

## Nombres comunes
Algunos de los nombres vernáculos de esta especie son ajanhuiri, janck'o-ajahuiri y laram-ajahuiri